# エスコルブト
エスコルブト（Eskorbuto）は、スペイン・バスク州ビスカヤ県サントゥルツィで結成されたパンク・ロックバンド。1980年から1999年まで活動し、2015年に再結成された。
「Eskorbuto」というバンド名は、スペイン語で壊血病を意味する「escorbuto」の綴りを変えた造語である。スペイン語の歌詞を持つパンク・ロックを初めて演奏したバンドのひとつである。ラ・ポリャ・レコーズなどとともに、スペインやラテンアメリカのパンク・ロックシーンで影響力のあるバンドであり、1980年代のバスク地方で人気があったバスク・ラディカル・ロックの先駆者的存在だった。

## 経歴

### 全盛期（1980年-1999年）
1977年頃からのパンクブームに影響を受けて、1980年にギター・ボーカルのヨス・エスポシトとベース・ボーカルのフアンマ・スアレスによって結成された。エスポシトはザ・フー、キンクス、ローリング・ストーンズ、セックス・ピストルズに影響を受けているが、スアレスはエスコルブト結成前までほとんど音楽を聴かなかったという。1982年にはドラムのパコ・ガランが加入した。
エスコルブトの音楽スタイルは、セックス・ピストルズ、ザ・クラッシュ、ザ・バイブレーターズ、ローリング・ストーンズ、ザ・フー、ZZトップ、モーターヘッドなどの影響を受けている。ラ・ポリャ・レコーズやコルタトゥなど、バスク地方の他のバンドとの仲は良好ではなく、ラ・ポリャ・レコーズとの間にはギターの盗難騒動などがあった。
1992年3月には病気を理由にエスポシトがバンドを脱退し、エスポシトは5月31日にエイズに起因する肺炎で死去した。新たにギター・ボーカルのウルコ・イガルティブルが加入したが、同年10月9日にはスアレスが心臓発作で死去し、結成時のメンバー2人が相次いで死去するという困難に見舞われた。2人の死去後もガランを中心として活動が継続され、1999年に活動を休止した。

### 再結成後（2016年-）
活動休止から17年後の2016年、ガランを中心としてバンドが再結成された。現在のメンバーは、ベース・リードボーカルのアリ・カラニャ、ギター・バックボーカルのナティ・ペナダス、ドラムのガランである。

## メンバー

### 再結成後（2016年-）
- ナティ・ペナダス - ギター・バックボーカル。在籍期間は2016年から現在。
- アリ・カラニャ - ベース・リードボーカル。在籍期間は1995年から1999年、2016年から現在。
- パコ・ガラン - ドラム。在籍期間は1982年から1999年、2015年から現在。

### 全盛期（1980年-1999年）
中心メンバー
- ヨス・エスポシト（英語版） - ギター・ボーカル。1991年にはヘロイン中毒の治療を開始したが、1992年5月31日にエイズに起因する肺炎によって死去。在籍期間は1980年から1992年。
- フアンマ・スアレス（英語版） - ベース・ボーカル。ヘビースモーカーかつアルコール中毒者でありアンフェタミンも摂取していたため、1980年代には「薬物の神風」(un kamikaze del pastilleo)と呼ばれるようになり、1988年頃には深刻な薬物中毒となった。1992年10月9日に心臓発作によって死去。在籍期間は1980年から1992年。
- パコ・ガラン - ドラム。在籍期間は1982年から1999年。

その他のメンバー
- ラファエル・モリエル - ドラム。在籍期間は1980年。
- ライキー - ベース。在籍期間は1980年から1981年。
- セニ - ベース。在籍期間は1982年。
- ググ - ドラム。在籍期間は1981年から1982年。
- ガルロパ - ギター。在籍期間は1993年から1999年。
- ウルコ・イガルティブル - ギター・ボーカル。在籍期間は1993年から1995年。
- イニャキ - ベース・ボーカル・ギター。在籍期間は1991年、1993年から1995年。
- セルヒオ - リードボーカル。在籍期間は1995年から1999年。
- ミゲル - ベース。在籍期間は1995年から1999年。

## ディスコグラフィー
スタジオアルバム
- 1985年 Eskizofrenia
- 1986年 Anti Todo
- 1987年 Los demenciales chicos acelerados
- 1988年 Las más macabras de las vidas
- 1991年 Demasiados enemigos...
- 1994年 Aki no keda ni dios
- 1996年 Kalaña
- 1998年 Dekadencia

ライブアルバム
- 1986年 Impuesto revolucionario
- 2004年 La Otro Cara Del Rock
- 2007年 Ni fronteras, ni gobiernos